# Pentan-1-ol
Pentan-1-ol is een lineair alcohol met als brutoformule C5H12O. De zuivere stof is een kleurloze vloeistof die moeilijk oplosbaar is in water.
De esters van pentan-1-ol worden vaak gebruikt in de geurstoffenindustrie. Voorbeelden daarvan zijn pentylbutyraat (abrikozengeur) en pentylacetaat (peren- en appelengeur).
Pentan-1-ol is een van de acht verschillende isomeren van pentanol.